# T-12号鱼雷艇
T-12号（德語：T 12）是纳粹德国战争海军于1930年代建造的十二艘1935级鱼雷艇的最后一艘。它于1940年7月竣工，随后移驻挪威，负责护送布雷舰在北海布设雷区。1941年，该艇参与了数艘穿越英吉利海峡的破交舰的护航，并在1942年初“海峡冲刺”行动中协助护送三艘主力舰穿越海峡返回德国。T-12号于1943年末被分配至鱼雷学校，1944年中期又获部署至波罗的海，主要为炮击苏联阵地的重巡洋舰提供护航。战后，它被割让予苏联，并更名为敏捷号（Подвижный）在波罗的海舰队服役，之后于1949年因一次锅炉爆炸而严重受损。1954年，该艇进一步更名为鲸鱼号（Кит），用作在拉多加湖进行模拟核试验，直至1959年凿沉。

## 设计及装备
1935级是纳粹德国战争海军为满足《伦敦海军条约》600長噸（610公噸）排水量要求而对高速、远洋鱼雷艇作出的一次不成功的设计尝试，因为此类小型舰艇不计入国家总吨位限制。T-12号全长84.3米，水线长82.2米；1941年重建艇艏以提高耐波性后，全长则增至87.1米。它有8.62米的舷宽以及平均2.83米的吃水深度，标准排水量实际为859長噸（873公噸）、满载排水量则可达1,108長噸（1,126公噸），超出了设计限制。该艇搭载有两组瓦格纳齿轮传动蒸汽轮机，各负责驱动一副三叶螺旋桨，设计功率为31,000匹軸馬力（23,000千瓦特）。过热蒸汽由四台高压水管锅炉供应，可推动艇只以35節（65每小時）的速度航行。T-12号最多可贮存200吨燃料油，能够以19節（35每小時）的速度的巡航1,200海里（2,200）。艇只的标准船员编制为6名军官和113名水兵。
竣工时，1935级鱼雷艇在艇艉装备有一门105毫米32式速射炮作为主炮。防空系统则包括以背负形式架设在105毫米炮上方的一门37毫米30式高射炮，以及安装在舰桥翼台的两门20毫米30式高射炮。它们还在两座水面三联装挂架上安装有六具500毫米鱼雷发射管，并可携带多达30枚水雷（天气良好时可携带60枚）。许多同级艇在竣工前便已将37毫米炮换装为额外的20毫米炮、深水炸弹和扫雷切割器。战争后期的增建仅限于安装雷达、雷达探测器和额外的高射炮，通常是以牺牲艇艉鱼雷发射管挂架为代价。

## 服役历史
T-12号的建造合同于1936年6月29日发包予德意志船舶及机械制造股份公司（德希马格），自1938年8月20日起在其设于不来梅的威悉船厂铺设龙骨，建造序列为939。它于1939年4月12日下水，1940年7月3日入役。该艇一直调试到9月，之后被转移到挪威。1941年1月26日至27日夜间，T-12号和鱼雷艇隼号从斯塔万格护送了一次布雷任务，第二天晚上又护送了一次。它从3月至9月在威悉明德接受改装。11月16日，该艇与T-4和T-7号从丹麦哥本哈根出发前往法国瑟堡，与破交舰彗星号会合。鱼雷艇群于25日抵达、彗星号则于次日抵达瑟堡。这些舰艇于当晚出发，次日清晨抵达勒阿弗尔，计划在那里等待夜幕降临后穿越英吉利海峡。英国人发现了它们，并于28日派出鱼雷快艇在布洛涅和敦刻尔克之间实施拦截。在这次非常混乱的夜间行动中，T-12号曾多次与T-4号意外相撞，造成数人负伤，但它们仍成功将护送彗星号突围，驶入大西洋。12月2日，T-12号及其姊妹艇T-2号在希利希泊地与另一艘破交舰索尔号会合；T-4、T-7和T-14号则于次日加入它们的行列，然后开始共同护送索尔号穿越英吉利海峡。由于大雾延误，这些舰艇直到15日才到达法国的布雷斯特，而索尔号则继续向大西洋进发。T-12号和T-7号于12月17日启程返回德国，前者将在基尔进行短暂的改装。
1942年2月12日早晨，由T-12、T-2、T-4、T-5、T-11、T-13、T-15、T-16、T-17号组成的第二和第三鱼雷艇区舰队在法国水域与战列舰格奈森瑙号、沙恩霍斯特号以及重巡洋舰欧根亲王号会合，并成功护送它们穿越英吉利海峡回到德国。T-12号和T-5号则于抵埗后被转移到挪威执行护航任务。3月6日，它们在战列舰提尔皮茨号搜寻驶往俄罗斯的PQ-12号护航队期间对其实施了短暂的屏护。在5月16日至18日的“魔笛行动”中，T-12号又与T-11号、驱逐舰Z-5“保罗·雅各比”号和Z-25号共同担任严重受损的欧根亲王号从特隆赫姆驶至基尔的护航舰艇。T-12号随即在当地接受改装，工程一直持续到8月。8月15日至19日，它与T-9号和驱逐舰Z-23号一起，为布雷舰乌尔姆号从基尔前往挪威纳尔维克提供护航。
T-12号于1942年10月被编入驻法国第2鱼雷艇区舰队。尽管有T-12、T-2、T-18、T-23号和隼号的护航，意大利突围舰喜马拉雅号从比斯开湾突围前往远东的尝试还是失败了，它于3月下旬被英国飞机发现，最终被迫返回。T-12号于5月至8月在基尔进行了进一步改装，随后自12月起被发配至鱼雷学校充当训练艇。它于1944年中期重回前线，并获编入驻波罗的海、有其姊妹艇T-3、T-5、T-9号以及鱼雷艇T-13、T-16号所在的第2鱼雷艇区舰队。11月23日至24日夜间，当装甲舰舍尔将军号在萨雷马岛的瑟爾韋半島撤退期间炮击苏军阵地时，该区舰队负责为其实施掩护。两个月后，T-12号又成为欧根亲王号的护航舰艇之一，以支援德军于1945年1月29日至30日对已推进至克兰茨附近的苏军发动反击。
1945年末，当盟军战后瓜分战争海军幸存舰艇时，T-12号被分配予苏联。它于11月5日入列苏联海军，并被编入波罗的海舰队。12月27日，它正式被移交驻扎在德国的一班苏联船员，并于1946年元旦在艇上升起了苏联海军的海军旗。该艇于1946年2月13日更名为敏捷号，两天后与北部波罗的海舰队会合。敏捷号在该舰队服役至1949年，直到其主蒸汽管道在一次演练中爆炸，导致两名船员丧生，艇只也严重受损。修复失败后，它于1953年4月8日退出现役，解除武装，并作为一艘无动力实验艇移交苏联海军中央指挥部，至1954年12月30日更名为鲸鱼号。该艇于1959年初进行模拟核试验后在拉多加湖西北部黑奈森马岛和马卡林萨里岛之间的浅水区沉没，并于同年3月13日从海军名录除籍。至1991年中期，这艘受到放射性污染的残骸被列宁格勒海军基地的一支团队打捞上按，拖到另一地点进行凿沉。